# Tlamaya Grande
Tlamaya Grande är en ort i Mexiko.   Den ligger i kommunen Tlapacoya och delstaten Puebla, i den sydöstra delen av landet, 160 km nordost om huvudstaden Mexico City. Tlamaya Grande ligger 734 meter över havet och antalet invånare är 1 008.
Terrängen runt Tlamaya Grande är kuperad åt nordost, men åt sydväst är den bergig. Runt Tlamaya Grande är det ganska tätbefolkat, med 124 invånare per kvadratkilometer. Närmaste större samhälle är Jopala, 11,6 km öster om Tlamaya Grande. Omgivningarna runt Tlamaya Grande är en mosaik av jordbruksmark och naturlig växtlighet.